# Джейран
Джейра́н (Gazella subgutturosa) — парнокопитний ссавець з роду газелей родини бикових.

## Опис
Довжина тіла 95-115 см, висота в холці — 60-75 см, довжина хвоста — 20-25 см; важить 18-33 кг. У самців ліроподібні роги чорного кольору, близько 30 см довжиною, з поперечними кільцями. Самки безрогі; зрідка мають зародкові ріжки до 3-5 см завдовжки.
Забарвлення верху тіла і боків піщане. Низ тіла, шия і внутрішня сторона ніг білі. Біле «дзеркало» (пляма ззаду) — невеликого розміру. Хвіст з чорним кінцем. Коли джейран біжить, він піднімає хвіст вертикально і його чорний кінець різко виділяється на тлі білого «дзеркала», за що джейран отримав прізвисько «чорний хвіст» («кара-куйрюк» у казахів, «хара-Сульт» у монголів). Зимове хутро світліше, ніж літнє.
У молодих джейранів ясно виражений лицьовій візерунок у вигляді темно-коричневої плями на переніссі і двох темних смуг, що тягнуться від очей до кутів рота. Цей візерунок з віком згладжується.

## Поширення
Джейран зустрічається в пустельних і напівпустельних областях Ірану, Вірменії, Нагірного Карабаху, Афганістану, Західного Пакистану, Південної Монголії і Китаю (СУАР, північний Тибет і частина Внутрішньої Монголії); Азербайджану, Грузії, Казахстану, Узбекистану, Киргизстану, Таджикистану і Туркменістану.
Історичний ареал джейрана включав південь Дагестану.

## Спосіб життя та живлення
Джейран — типовий мешканець пустель і напівпустель, кам'янистих, глинистих і рідше піщаних, з дуже рідкісної хирлявою рослинністю. Заходить у горбисті передгір'я, по пологих схилах може підніматися і вище, але високо в горах не зустрічається. У північних частинах ареалу, де взимку випадає сніг, джейрани кочуюють на південь, в малосніжні райони. На великі відстані джейрани кочують тільки при стихійних лихах, великих пожежах або тривалому високосніжжю. Однак до кочівлі на великі відстані вони мало пристосовані і при стихійних лихах часто гинуть.
Годуються джейрани трав'янистими і чагарниковими рослинами. Навесні воліють ефемери, особливо злакові (тонконіг, багаття). Влітку вибирають найбагатші вологою рослини — плоскуху, луки, ферули, каперси — і в їхніх пошуках широко кочують. У найсухіший і спекотніший період, в липні — серпні, основне поголів'я джейранів переселяється на пасовища у джерел і річок. Лише невелика частина тварин, частіше дорослі самці, залишається в безводних пустелях, де годується найбільш соковитими рослинами. На водопої джейрани ходять за 10-15 км раз на 3-7 днів, в сутінки, вночі або рано вранці. Віддають перевагу водоймам з відкритими, рівними берегами, уникаючи густих прибережних заростей. П'ють не тільки прісну, а й гірко-солону воду, в тому числі з Каспійського моря. Восени і взимку джейрани годуються солянками, полином, верболізом, верблюжою колючкою, ефедрою, пагонами саксаулу і тамариску.
Влітку джейрани пасуться вранці і ввечері, а в найспекотніші години доби проводять на опорах. Опори джейрани роблять частіше на відкритих ділянках, біля окремих кущів і високих трав'янистих рослин. Взимку джейрани пасуться весь день, іноді з невеликими перервами.
Джейран вкрай чуйний і обережний. При найменшій тривозі він кидається у втечу, розвиваючи швидкість до 62 км / год, але такого стрибка витримує лише кілька хвилин. На бігу джейран задирає хвіст, оголюючи «дзеркало», і віддаляється великими стрибками, піднявши голову. Цим він відрізняється від сагайдака, який при небезпеці робить вертикальний стрибок (сигнал небезпеки) і віддаляється стрімкою інохіддю, низько опустивши голову. Самки з молодими ягнятами не тікають, а затаюються. Завдяки протекційному забарвленню джейрана, лежачого смирно, виявити важко.
Головний ворог джейрана — вовк. Полюють на нього також гепарди, тигри й леопарди, але ці великі кішки досить рідкісні. Джейранята стають жертвою лисиць, бродячих собак і беркута. Висота сніжного покриву всього в 20 см, особливо при насті, згубна для джейранів, і в сніжні зими гине дуже багато тварин.

## Соціальна структура і розмноження
Для джейранів характерна стадність. У стада джейрани починають збиратися в кінці серпня — вересні. У січні — лютому стада бувають особливо великими, по кілька сотень голів. Розпадання зимових стад починається в березні — квітні, коли їх залишають вагітні самки. Трохи пізніше ялові самки і самці також розходяться і ходять групами по 7-12 голів. Влітку зустрічаються або самки з молодняком, або одиночні самці, або невеликі групи по 2-5 голів, що складаються з самців, ялових самок і торішніх молодих.
Гін у джейранів починається в жовтні-листопаді, що пов'язано з вегетацією рослин, що вживаються ними в їжу. На початку гону самці влаштовують гонні вбиральні (ямки з екскрементами), таким способом помічаючи свою територію. Інші самці обнюхують ямки, вигрібають звідти вміст і залишають свої екскременти. Самці регулярно перевіряють вбиральні. У цей час вони сильно збуджені, мало годуються. Вони збирають гарем з 2-5 самок, яких оберігають, вступаючи в бійки з іншими самцями. Самки беруть участь у розмноженні з 18-19 місяців; самці — з 2,5 років, більш молодих відганяють старі самці. Вагітність триває 5,5 місяців. У посліді 1-2 дитинчата. У перші дні життя вони лежать на землі, забарвленням зливаючись з поверхнею пустелі, а мати йде годуватися на відстань кілька сотень метрів від лежбища. Статева зрілість настає на 2-му році життя.
Живуть джейрани 6-7 років, в неволі до 9 років.

## Класифікація
Виділяють 4 підвиди джейранів (Gazella subgutturosa):
- G. subgutturosa subgutturosa — мешкає в Грузії в степах східного Закавказзя[3]
- G. subgutturosa hillieriana
- G. subgutturosa marica
- G. subgutturosa yarkandensis

## Статус популяції і охорона
У минулому джейран був улюбленим об'єктом полювання. Він являв собою один з основних джерел м'яса для чабанів південного Казахстану та Середньої Азії. В наш час[коли?] полювання на джейрана повсюдно заборонено. Він включений до Червоної книги МСОП та Червоної книги Росії як рідкісна і зникаюча тварина.